# Пренос
Преносът е процес, обикновено в психоаналитичното лечение, при който се получава пренасяне на значими чувства от детството върху личността на аналитика. Това е забелязано за първи път от Зигмунд Фройд, който наблюдава как дадени пациентки се влюбват в него и в колегите му. Той разбира, че това влюбване идва в резултат на пренасяне на детски чувства върху аналитика, тоест пациента се чувства като обгрижвано дете в ръцете му и му отдава своята любов за грижите за него. Разбира се ако съществуват враждебни чувства към родителя, тогава преноса се основава на изключително отрицателни чувства към аналитика, макар реално те да не са насочени към него, а към ролята, която той изпълнява. Например, личността в психотерапията може да започне да гледа на терапевта все едно е неговата майка и да пренася собствените си чувства от реалната си майка към терапевта. Това се смята за позитивен знак в психоаналитичната терапия, показвайки че пациентът има прогрес.